# フロシスタ
フロシスタ(FROSISTA)（中国語: 芙思塔）は中国の四川潤兆水産株式会社、製造したキャビアブランド。同社は独自のチョウザメ養殖場と加工施設を有し、2020年には241.トンのキャビアを生産。世界のキャビアのトップ生産者の一つとなり、世界市場シェア8%を記録した。

## 歴史
2006年に設立された四川潤兆は、中国国立水生野生生物保護協会（NAWCA）の理事として、また中国チョウザメ産業同盟の創設者の1人として漁業会社である。キャビア加工施設は2012年に建設され、商標FROSISTAは2015年に登録された。

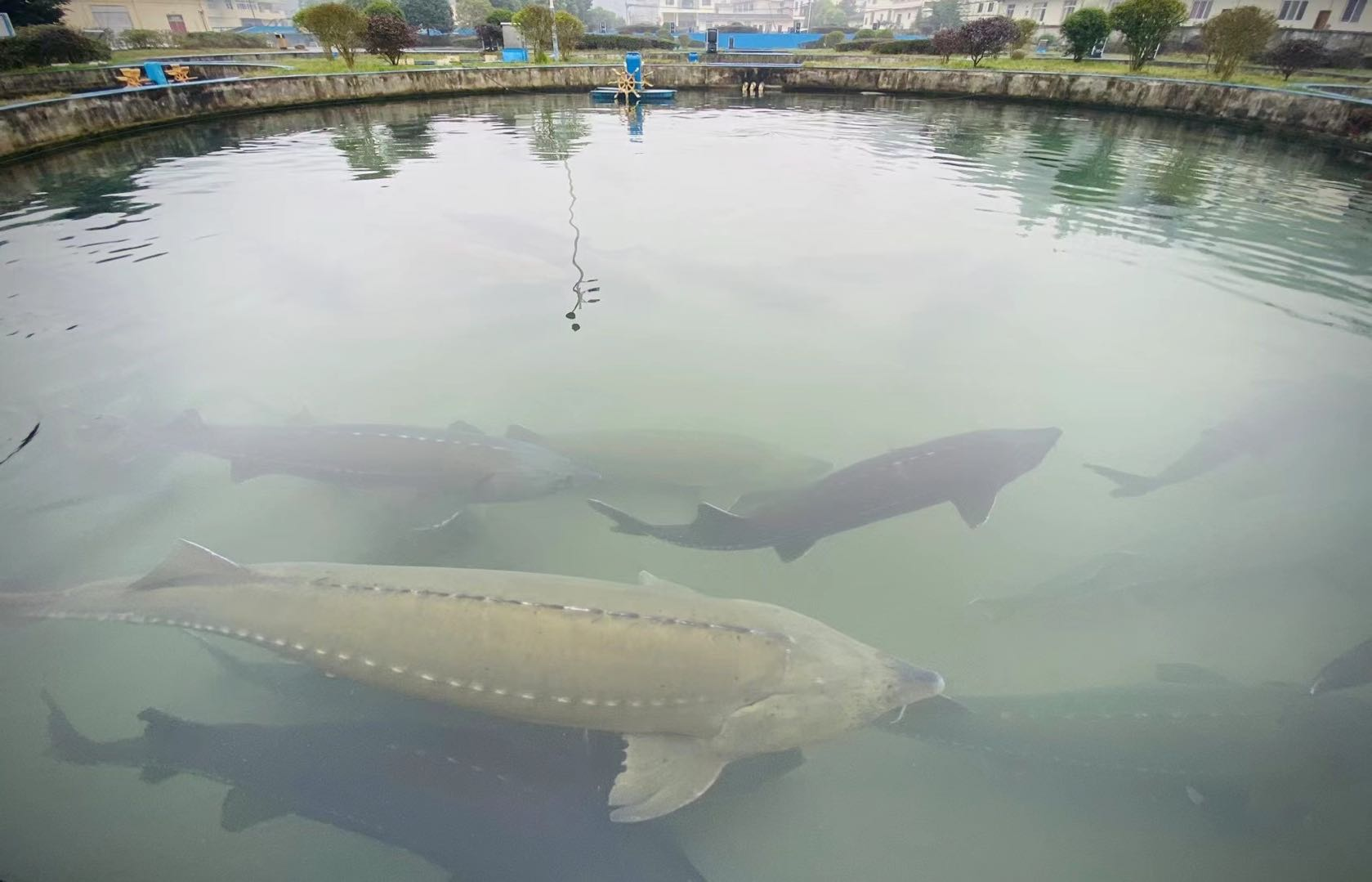
四川省の池のチョウザメ

歴史的に、チョウザメはカスピ海で収穫され、その卵は主にロシアとイランによってキャビアとして販売されてきた。乱獲によりチョウザメは複数の種が絶滅の危機に瀕いており、1998年以来、すべてのチョウザメ種および関連製品の国際取引は、絶滅のおそれのある野生動植物の種の国際取引に関する条約の下で規制されている。キャビアは伝統的に中国企業の輸出部門であり、乱獲によりイランとロシアの野生ベースのキャビア生産が閉鎖された後、大量に市場に参入した。

## 製造
四川省のチョウザメの養殖生産量は中国でトップにランクされており、チョウザメの適切な成長を促すため水温は年間を通して5〜20℃に維持されている。

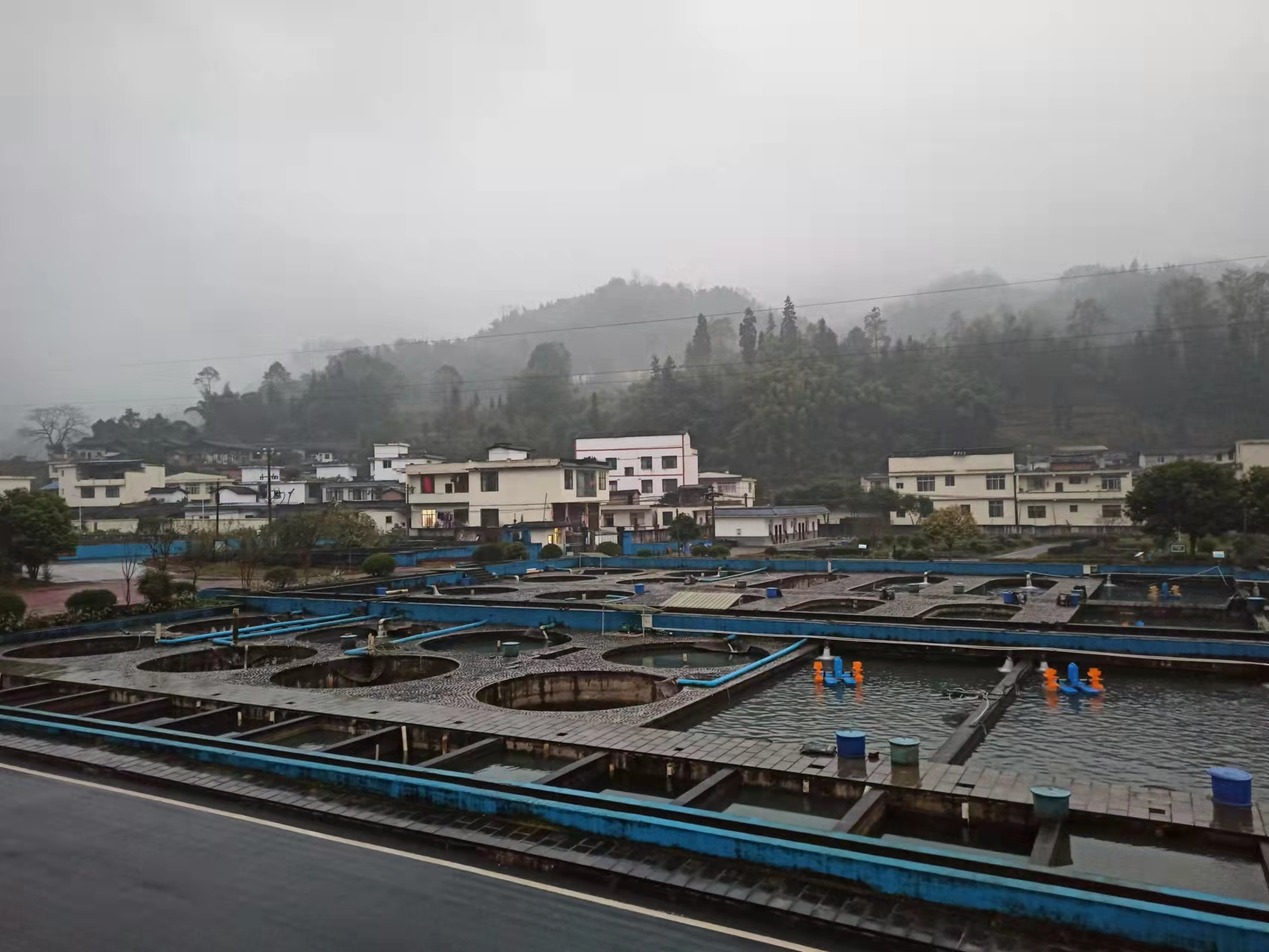
四川省のチョウザメ農場の一つ

四川省のチベット高原の東端には複数のチョウザメ養殖場が建設されている。森林被覆率は70%に達し、良質な水資源が豊富で、水温は年間4〜23℃であり 、チョウザメの成長のための条件に適している。
性別は、平均3年間の農業の後、超音波を使用して判断できる。この期間中には雌雄の両方が飼育され、性別の判断の後に雄が収穫される。雌はキャビアを回収するために、産卵の準備ができているか否かを超音波により判断される。収穫が近づいている雌は、新鮮な冷水を入れた別のタンクでパージされ、4〜6週間飼料から取り出される。
成熟したチョウザメは、水を満たしたトラックで農場から雅安市の加工施設に運ばれ、そこで卵嚢が取り出され、金属格子の上を手で転がされて卵が分離される。次に、卵は濯がれ、摘み取られ、等級分けされ、わずかに塩漬けにされ、最終的には滴下され、さまざまなサイズの缶に詰められる。全体のプロセスは15分未満である。魚の残りの部分は冷凍または燻製され、主にロシアとキルギスに輸出されている。

## 種族
育てられるチョウザメは以下の5種。

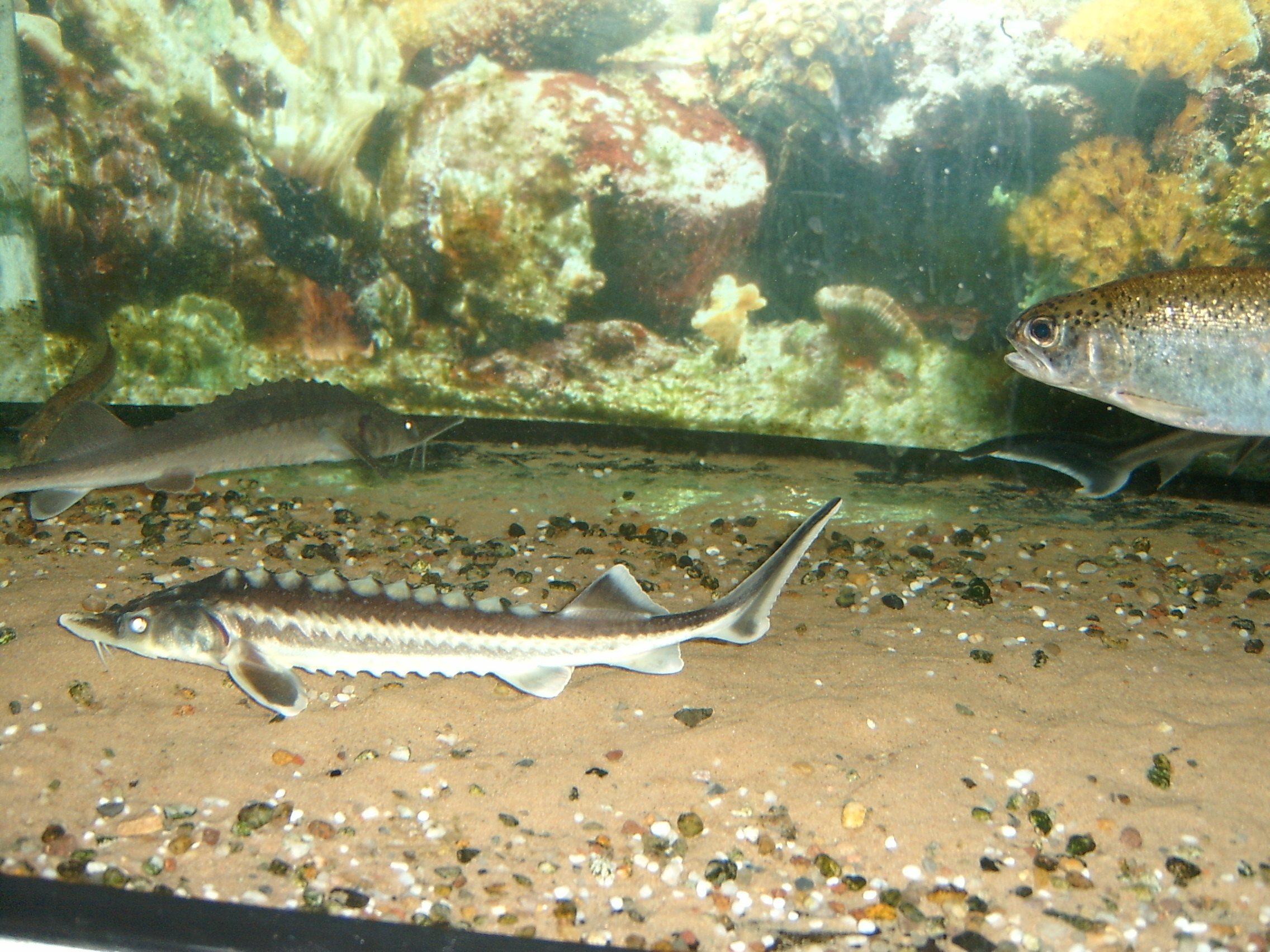
ワックスディック（Acipenser gueldenstaedtii）

- ロシアチョウザメAcipenser gueldenstaedtiiのキャビア
- ダウリアチョウザメHuso dauricus
- ダウリアチョウザメ/アムールチョウザメの雑種（Huso dauricus x Acipenser schrenckii）
- Acipenser baerii
- Acipenser schrenckii

## 受信
フロシスタキャビアは30を超える国/地域で広く認知されており、中国国内で人気を博し始めている。